# Língua musey
Musey é uma língua Chádica falada no Chade e em Camarões. Existe um certo grau de inteligibilidade mútua com a língua massa.

## Fonologia

### Consoantes
|             |                | Labial | Alveolar | Lateral | Palatal | Velar | Glotal |
| ----------- | -------------- | ------ | -------- | ------- | ------- | ----- | ------ |
| Plosiva     | surda          | p      | t        |         | tʃ      | k     |        |
| Plosiva     | sonora         | b      | d        |         | dʒ      | ɡ     |        |
| Plosiva     | implosiva      | ɓ      | ɗ        |         |         |       |        |
| Plosiva     | pré nasalizada | mb     | nd       |         | nd͡ʒ     | ŋɡ    |        |
| Fricativa   | surda          | f      | s        | ɬ       |         |       | h      |
| Fricativa   | sonora         | v      | z        | ɮ       |         |       | ɦ      |
| Nasal       | Nasal          | m      | n        |         |         | ŋ     |        |
| Vibrante    | Vibrante       |        | ɾ        |         |         |       |        |
| Aproximante | Aproximante    | w      |          | l       | j       |       |        |

### Vogais
|         | Anterior | Central | Posterior |
| ------- | -------- | ------- | --------- |
| Fechada | i        |         | u         |
| Medial  | e        |         | o         |
| Aberta  |          | a       |           |

## Amostra de texto
Pai Nosso
Agi li a cen Lona ni, dagi ana, Bumi ma kolo huulonna, Seŋ tii ŋgol su tlena halaŋ. Mul maŋga mbaa, min maŋga laɗ kolo huulona, laɗ kay ndaŋgara na may. Ҥami ti ma ami tam karamma. Bulumumi coomira, ko ami bulum cora vi suu lamira ay egemina na may. Hinimi hu ndembaɗi. Suɗumi ki ko Ma Cona suɗu. Kay mulla lay maŋga, garaŋga lay maŋga, ŋgolla lay maŋga.